# Carles Viñas i Serra
Carles Viñas i Serra (Santa Coloma de Gramenet, 19 de setembre de 1936 - Santa Coloma de Gramenet, 5 de novembre de 2021) va ser un metge, polític i sindicalista català.

## Biografia
Llicenciat en medicina, va ser professor de l'Escola Universitària d'Infermeria i cap de la UAR de la Clínica Mental de la Diputació de Barcelona. Va ser afiliat al Sindicat de Quadres de Catalunya i membre del Col·legi de Metges de Barcelona, del qual va exercir com a secretari comarcal. També va ser secretari de l'Escola Universitària Gimbernat de Santa Coloma de Gramenet durant catorze anys.
Militant de Convergència Democràtica de Catalunya (CDC), en va ser el president de la secció del Baix Besòs i conseller nacional. Va ser tinent d'alcalde de Santa Coloma de Gramenet a les eleccions municipals de 1987 i va ser elegit diputat a les eleccions al Parlament de Catalunya de 1984, 1988 i 1992. També va ser regidor de Santa Coloma de Gramenet comissionat pel foment de les relacions i agermanaments amb les Santes Colomes.

## Obres
- Estudi sobre la rehabilitació del malalt mental.
- La immigració com a causa de trastorns mentals
- Anecdotari històric de l'Escola Universitària Gimbernat